# Renesse

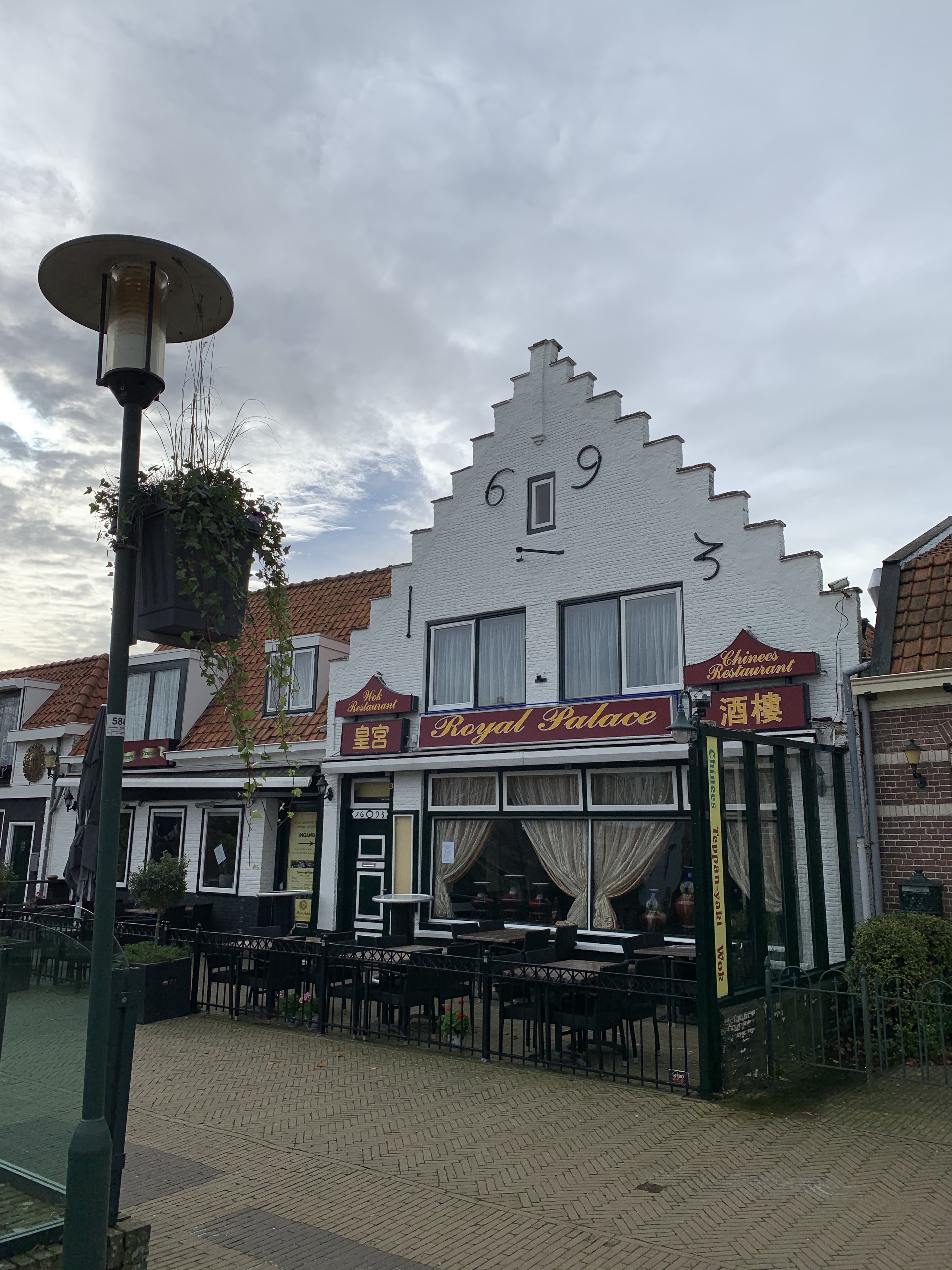
Renesse: edificio storico lungo la Korte Reke

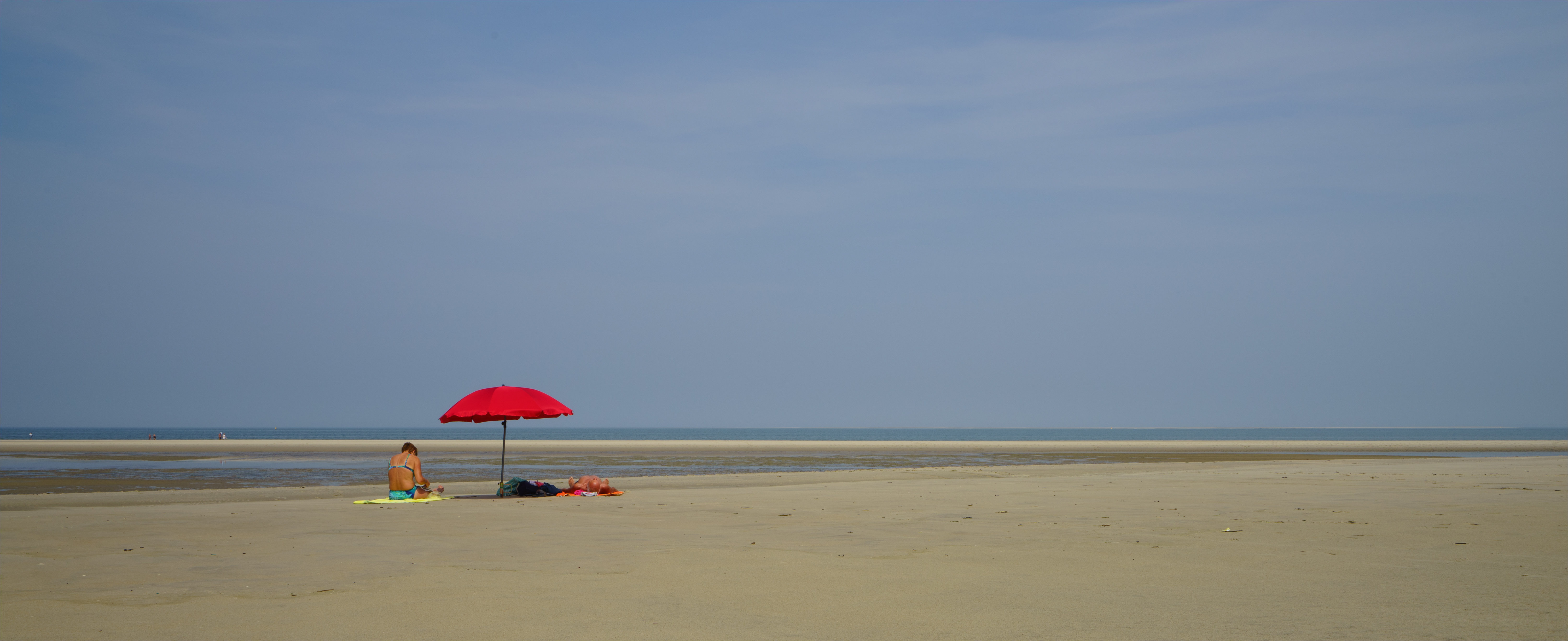
Spiaggia di Renesse

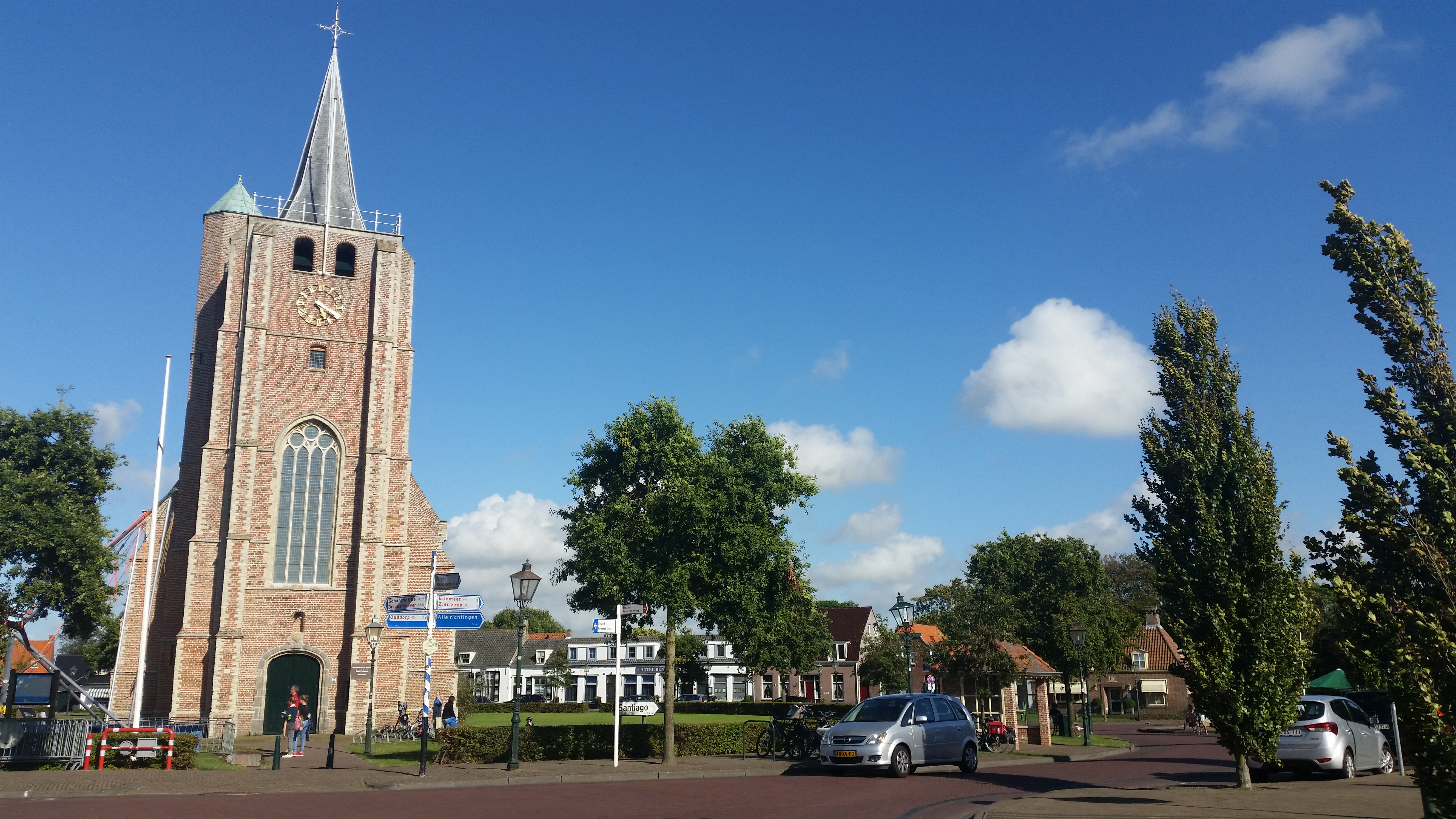
Renesse: il campanile della chiesa di San Giacomo (Jakobuskerk)

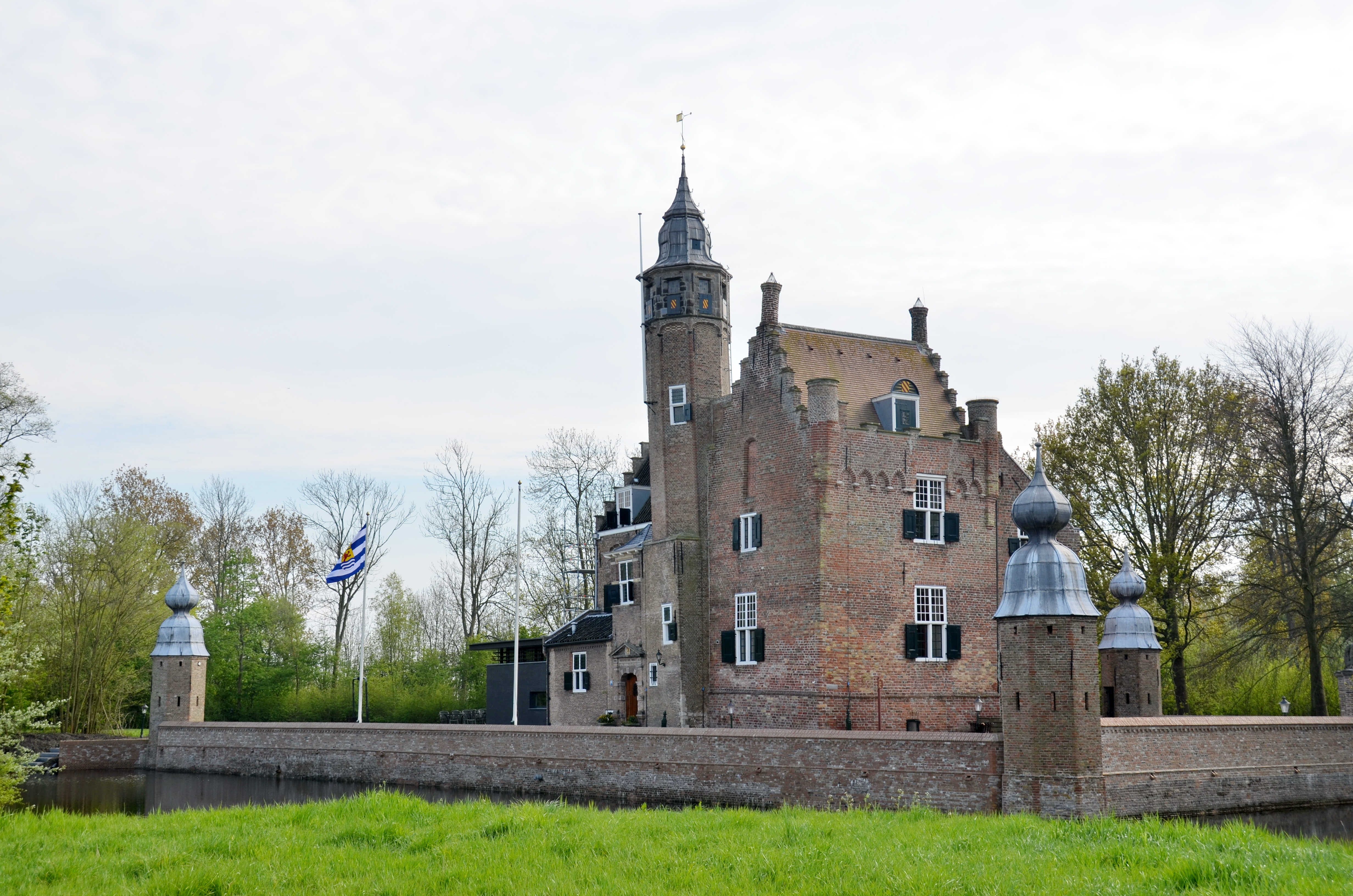
Renesse: il castello di Moermond

Renesse aan Zee o semplicemente Renesse (Renisse in zelandese) è una località balneare sul Mare del Nord del sud-ovest dei Paesi Bassi, facente parte della provincia della Zelanda (Zeeland) e situata nell'isola di Schouwen-Duiveland. Ex-comune, nel 1961 inglobato nella municipalità di Westerschouwen e nel 1997 nella nuova municipalità di Schouwen-Duiveland, conta una popolazione di circa 1 500 abitanti.

## Geografia fisica
Renesse si trova nell'estremità nord-occidentale dell'isola di Schouwen-Duiveland, a ovest di Brouwershaven e tra le località di Ellemeete e Nieuw-Hamstede (rispettivamente a ovest della prima e a est/nord-est della seconda), a pochi chilometri a nord di Noordwelle.
Il villaggio occupa un'area di 11,46 km², di cui 0,04 km² sono costituiti da acqua.

## Origini del nome
Il toponimo Renesse/Renisse è formato dal termine medio olandese nisse, che indica un terreno che sporge dall'acqua, e dal termine re, che significa "canna", "giunco"..

## Storia

### Dalle origini ai giorni nostri
Il villaggio venne menzionato per la prima volta come Riethnisse  in un documento del 1207 o 1226 o 1244. La località era il luogo di residenza del casato Van Renesse, una delle famiglie più infuenti della Zelanda.
Renesse iniziò a svilupparsi come luogo di villeggiatura agli inizi del XX secolo All'epoca la località annoverava tra gli ospiti più illustri Albert Plesman e Anton Pieck.
Per ampliare la propria proposta ricettiva, fu creata un'associazione nel 1911 e negli anni venti venne realizzato il primo campeggio.
Nel corso della seconda guerra mondiale, il villaggio di Renesse divenne noto per un tragico episodio (di cui vi è anche una trasposizione cinematografica), che riguardò dieci abitanti (noti come i "dieci di Renesse") deportati e fucilati dai nazisti.
Renesse non fu colpita dall'inondazione del mare del Nord del 1956, cosicché gli abitanti delle aree circostanti poterono trovare rifugio in loco.

### Simboli
Nello stemma di Renesse è raffigurato un leone dorato su sfondo rosso. Lo stemma ricorda quello del casato di Van Renesse.

## Monumenti e luoghi d'interesse
Renesse vanta 24 edifici classificati come rijksmonument.

### Architetture religiose

#### Chiesa di San Giacomo
Principale edificio religioso di Renesse è la chiesa di San Giacomo (Jakobuskerk), situata lungo la Lange Reke e risalente al 1506., ma che presenta un campanile del 1458.

### Architetture civili

#### Castello di Moermond
Altro storico edificio di Renesse è il castello di Moermond (Slot Moermond), eretto nel XIII secolo all'interno della tenuta di Moermond (fondata nel 1229 da Costantino di Zierikzee) ed ampliato nel corso del XVI e del XVII secolo.

## Società

### Evoluzione demografica
Al censimento del 2021, Renesse contava una popolazione pari a 1 483 unità.
La popolazione al di sotto dei 16 anni era pari a 506 unità, mentre la popolazione dai 65 anni in su era pari a 119 unità.
La località ha conosciuto un progressivo decremento demografico a partire tra il 2017 e il 2019, quando Renesse è passata da 1 504  a 1 454 abitanti, prima di conoscere un progressivo incremento demografico.

## Cultura

### Media
- A Renesse è ambientato il film omonimo, diretto da Willem Gerritsen e uscito nel 2016[12]

### Eventi
- Festival sul mare (Festival aan Zee), festival musicale che si tiene in un fine settimana di settembre[1]
- Renesse in concerto, festival musicale che si tiene in un giovedì di novembre[1]

## Sport
Nel mese di maggio si svolge a Renesse la Halve van Renesse, una mezza maratona